# سید محسن اعرجی
سید محسن اعرجی معروف به محقق اعرجی فرزند سید حسن (۱۱۰۳–۱۱۹۱ خورشیدی)، از مراجع عام تقلید شیعیان بوده‌است.
وی در خانواده‌ای روحانی، در بغداد، دیده به جهان گشود. نسبش با بیست واسطه به علی بن حسین می‌رسد و جد پدری ایشان علی صالح (خاص علی) مدفون در صالح‌آباد از توابع شهرستان مهران می‌باشد که آرامگاه وی مهم‌ترین زیارتگاه استان ایلام است.

## تحصیل
وی پس از گذارندن مراحل کودکی و نوجوانی به کسب و تجارت روی آورد و در بغداد، مشغول تجارت شد. وی در کنار تجارت، لغت عرب و علوم عربی را تدریس می‌کرد و تا چهل سالگی در این حرفه مشغول فعالیت بود و پس از آن برای کسب معارف علوم دینی به نجف اشرف هجرت کرد.

## استادان
- وحید بهبهانی[۴]
- سید محمد مهدی بحرالعلوم[۵]
- جعفر کاشف الغطاء[۶]
- سلیمان بن معتوق عاملی

## شاگردان
- سید محمدباقر شفتی[۲]
- سید عبدالله شبر کاظمی
- محمدعلی بلاغی
- عبدالحسین اعسم
- سید صدرالدین عاملی[۷]
- محمدتقی اصفهانی[۸]
- سید هاشم پسر سید راضی
- سید ابراهیم اعرجی
- شاهزاده ظل السلطان فرزند فتحعلی شاه قاجار

## خانواده
فرزندان او سادات محسنی در استان ایلام و در نزدیکی مدفن جد بزرگش امام زاده علی صالح پراکنده‌اند.

## ذوق شعری
سید محسن اعرجی علاوه بر عنوان فقیه و عالم اصولی، ذوق شعری نیز داشت. مجموع اشعار وی، در دیوان شعرش موجود است. وی قصیده‌ای طولانی دربارهٔ علی سروده‌است که به قصیده «دالیه» معروف است.

## آثار
- وسائل الشیعة الی احکام الشریعة[۱۱]
- درر البهیة فی الفقه الامامیة[۱۲]
- المحصول فی الاصول
- المهذب الصافی
- سلالة الاجتهاد فی الفقه[۱۳]
- فواید علم الرجال
- کتاب فی الصلاة
- دیوان شعر[۱۴]
- ارجوزه در فقه موسوم به «الفیه فقهیه»
- اصالة البرائة
- تلخیص الاستبصار
- حواشی علی وافی
- عدة الرجال
- تزییف مقدمات الحدائق[۱۵]
- المعتصم[۱۶]
- شرح معاملات الکفایة
- تلخیص الاستبصار
- رسالة فی مناظرة شیخ الطائفة
- حواشی علی کتاب الفیومی[۱۷]
- اجوبة المسائل
- غرر الفواید و درر القلاید فی نفایس المسائل الفقیه[۱۸]

## درگذشت
وی در نود سالگی به علت ابتلا به مرض استسقاء در سال ۱۲۲۷ از دنیا رفت و مقابل در مدرسه‌ای که در آن تدریس می‌کرد، جنب حرم کاظمین به خاک سپرده شد. برای گرامیداشت یاد او، قبّه ای بر مزارش بنا شد. هم‌اکنون مزار او در کوچه جنب حرم مطهّر کاظمین توجّه هر بیننده ای را به خود جلب می‌کند. بعضی منابع درگذشت وی را ۱۲۴۰ قمری دانسته‌اند.
در تاریخ وفاتش، عبارات گوناگونی گفته‌اند از جمله:
- بموتک محسن مات الصلاح
- نعمت المدارس و العلوم لمحسن
- جنة الفردوس دار المحسن[۲۰]